# Jerry Hsu

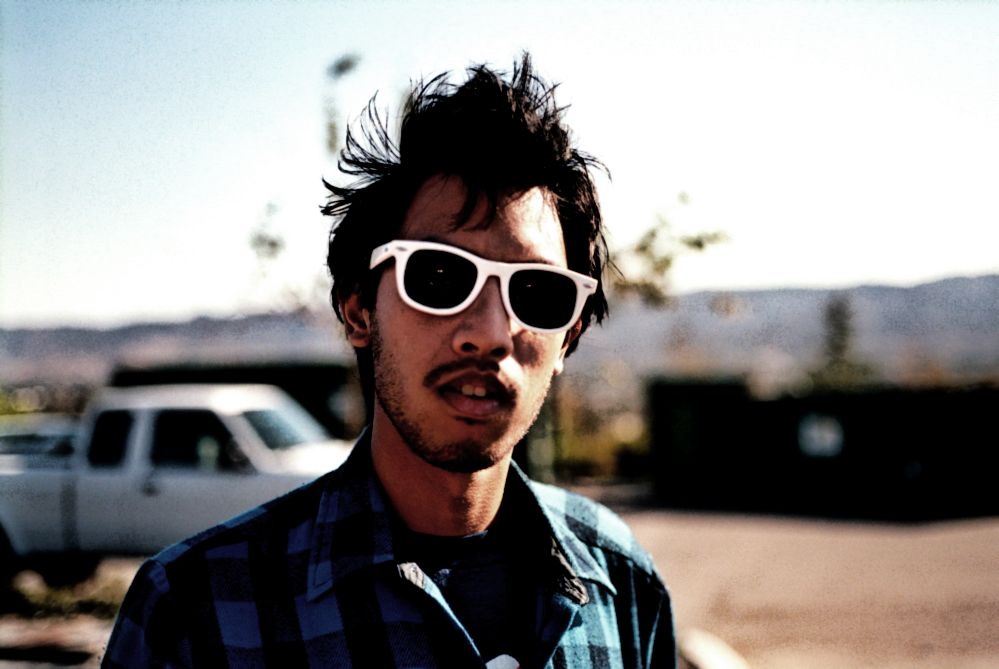
Jerry Hsu im November 2008

Jerry Hsu (* 17. Dezember 1981 in San José (Kalifornien)) ist ein professioneller US-amerikanischer Skateboarder. Er steht bei sieben verschiedenen Unternehmen unter Vertrag.
Jerry Hsu begann 1992 mit dem Skaten. Er skatet nicht gerne auf Wettbewerben, sondern macht lieber Videos. Er benutzt gerne kleine Dinge wie Bordkanten und Parkplatzbegrenzungen für seine Tricks.
Er ist einer der wenigen asiatischen Amerikaner im Profiskateboarden und hat den Spitznamen Asian Elvis.
Er hat sich auch mit Fotografie einen Namen gemacht. 2007 hatte er mehrere Ausstellungen. Seine Fotos erschienen auch im Vice Photo Book, einer Anthologie, herausgegeben vom Vice Magazin.
Er gehört zu den Skatern, die goofy fahren, d. h., dass sein rechter Fuß der vordere Führfuß auf dem Skateboard ist. Er ist bekannt für seine guten Switch- und Nollieskills.
Hsu ist ein Mitglied der San Jose Tilt Mode Army Crew, einer Gruppe von Skateboardern, die Skateboard-Videos macht. Sie haben zwar auch einen Sponsor, legen aber trotzdem Wert darauf, den Sport auch als soziales Ereignis zu zeigen. Er wirkte in Videos wie Bag of Suck, The Storm (1999) und Subject to Change mit. Er gewann eine Auszeichnung des Transworld Skateboarding Magazine für den besten Videopart in Bag of Suck.
Eine spielbare Figur im Konsolenspiel Skate trägt seinen Namen.